# The County Fair (1932)
The County Fair é um filme norte-americano de 1932, do gênero drama, dirigido por Louis King e estrelado por Hobart Bosworth, Marion Shilling e Ralph Ince.

## Refilmagem
O filme foi refeito duas vezes, em ambas as ocasiões pelo mesmo estúdio, Monogram:
- County Fair (1937)[2]
- County Fair (1950)[3]